# 202
202 (CCII na numeração romana) foi um ano comum do século III do Calendário Juliano, da Era de Cristo, Começou a uma sexta-feira  e terminou também a uma sexta-feira, a sua letra dominical foi C (52 semanas)
| Ano completo                       |
| ---------------------------------- |
| Ano comum com início à sexta-feira |

## Mortes
- Ireneu de Lyon — escritor cristão, bispo e teólogo romano (n. 70).